# Yasutaka Yanagi
Yasutaka Yanagi (柳 育崇 Yanagi Yasutaka?, Chiba, 22 de junio de 1994) es un futbolista japonés que juega como defensa en el Fagiano Okayama de la J1 League.

## Trayectoria

### Clubes
| Club                     | País     | Año       |
| ------------------------ | -------- | --------- |
| Albirex Niigata Singapur | Singapur | 2017      |
| Albirex Niigata          | Japón    | 2018-2020 |
| Tochigi S. C. (cedido)   | Japón    | 2020      |
| Tochigi S. C.            | Japón    | 2021      |
| Fagiano Okayama          | Japón    | 2022-     |

## Palmarés

### Títulos nacionales
| Título                      | Club                     | País     | Año  |
| --------------------------- | ------------------------ | -------- | ---- |
| Copa de la Liga de Singapur | Albirex Niigata Singapur | Singapur | 2017 |
| Liga Premier de Singapur    | Albirex Niigata Singapur | Singapur | 2017 |